# Jouten
Jouten är en sjö i kommunen Juga i landskapet Norra Karelen i Finland. Sjön ligger 137,4 meter över havet. Arean är 59 hektar och strandlinjen är 6,08 kilometer lång. Sjön  ingår i Vuoksens huvudavrinningsområde.   Den ligger omkring 88 kilometer norr om Joensuu och omkring 410 kilometer nordöst om Helsingfors. 